# Joseph Prinz
Joseph Prinz (* 11. Juli 1906 in Emden; † 16. Dezember 2000 in Darmstadt) war ein deutscher Archivar.

## Werdegang
Joseph Prinz wuchs in Bückeburg auf. Nach dem Abitur studierte er Geschichte an der Universität Göttingen und promovierte 1932 bei Karl Brandi mit einer Untersuchung über Das Territorium des Bistums Osnabrück, die 1934 veröffentlicht wurde. In den Jahren 1937/38 absolvierte er am Preußischen Institut für Archivwissenschaft in Berlin-Dahlem den Vorbereitungsdienst für die höhere Archivlaufbahn.
Als wissenschaftlicher Hilfsarbeiter der Archivberatungsstelle der Provinz Westfalen ordnete er das Archiv des Amtes Greven und verfasste anschließend im Auftrag des Grevener Amtsbürgermeisters Vorndamme eine Chronik des Amtes Greven. 1941 wechselte er in das Staatsarchiv Münster und habilitierte sich im gleichen Jahr an der Westfälischen Wilhelms-Universität.
Ab 1954 war er Leiter des Stadtarchivs Münster, ab 1957 Abteilungsleiter am Max-Planck-Institut für Geschichte und von 1961 bis zu seiner Pensionierung 1971 Leiter des Staatsarchivs Münster. Im Ruhestand war er als Leiter der Germania Sacra tätig. Zugleich lehrte er seit 1963 als Honorarprofessor an der Universität Münster.
Er war Ehrenmitglied der Historischen Kommission für Westfalen, der er seit 1947 angehörte, und der Geographischen Kommission für Westfalen.

## Ehrungen
- 1971: Verdienstkreuz 1. Klasse der Bundesrepublik Deutschland

## Veröffentlichungen (Auswahl)
- Das Territorium des Bistums Osnabrück (= Studien und Vorarbeiten zum Historischen Atlas Niedersachsens, Bd. 15). Vandenhoeck & Ruprecht, Göttingen 1934 (2. Aufl. 1973).
- (Bearb.): Die mittelalterlichen Lehnbücher der Bischöfe von Osnabrück (= Osnabrücker Geschichtsquellen, Bd. 5). Historischer Verein Osnabrück 1935.
- (Bearb.): Münsterisches Urkundenbuch. Bd. 1: Das Stadtarchiv Münster 1176 - 1440 (= Quellen und Forschungen zur Geschichte der Stadt Münster, N.F., Bd. 1,1). Aschendorff, Münster 1960.
- Mimigernaford - Münster. Die Entstehungsgeschichte einer Stadt (= Geschichtliche Arbeiten zur westfälischen Landesforschung, Bd. 4). Aschendorff, Münster 1960 (2. Aufl. 1976, ISBN 3-402-05210-5).
- (Hrsg.): Ex officina literaria.  Beiträge zur Geschichte des westfälischen Buchwesens. Regensberg, Münster 1968.
- Der karolingische Kalender der Handschrift Ambros. M 12 sup. 8. In: Festschrift für Hermann Heimpel. Bd. 3. Vandenhoeck & Ruprecht, Göttingen 1972, S. 290-327, ISBN 3-525-35346-4.
- (Hrsg.): Die Urkunden des Bistums Paderborn 1301-1325. Fünf Teile. Aschendorff, Münster 1972-1993.
- (Bearb.): Die Urkunden des Stifts Busdorf in Paderborn. Zwei Teile (= Veröffentlichungen der Historischen Kommission für Westfalen, Bd. 37). Verl. Bonifacius-Druckerei, Paderborn 1975, ISBN 3-87088-140-2.
- Greven an der Ems. Die Geschichte der Stadt und des Amtes Greven. 2. Aufl. Zwei Teile. Greven 1976.

- Marklo. In: Westfalen. Hefte für Geschichte, Kunst und Volkskunde, Bd. 58 (1980), S. 3-23.
- (Bearb.): Die Corveyer Annalen. Textbearbeitung und Kommentar (= Abhandlungen zur Corveyer Geschichtsschreibung, Bd. 10). Aschendorff, Münster 1982, ISBN 3-402-06097-3.